# Ширак (марз)
Шира́к (вірм. Շիրակ) — марз (область) у Вірменії, на півночі країни, межує на півдні з Арагацотном, на сході з Лорі, на півночі з Джавахком (Грузія), а на заході з Туреччиною. Адміністративний центр — Гюмрі, інші міста — Маралік та Артік.

## Найвизначніші пам'ятки
- Монастир Мармашен
- Монастир Арічаванк

## Найбільші населені пункти
Міста з населенням понад 5 тисяч осіб:
| Назва міста | Населення, осіб (2010) |
| ----------- | ---------------------- |
| Гюмрі       | 146272                 |
| Артік       | 17381                  |
| Ахурян      | 9643                   |
| Маралік     | 6035                   |
| Азатан      | 5697                   |